# Myrmecocichla formicivora
El zorzal hormiguero meridional (Myrmecocichla formicivora) es una especie de ave paseriforme de la familia Muscicapidae propia del África austral.

## Descripción

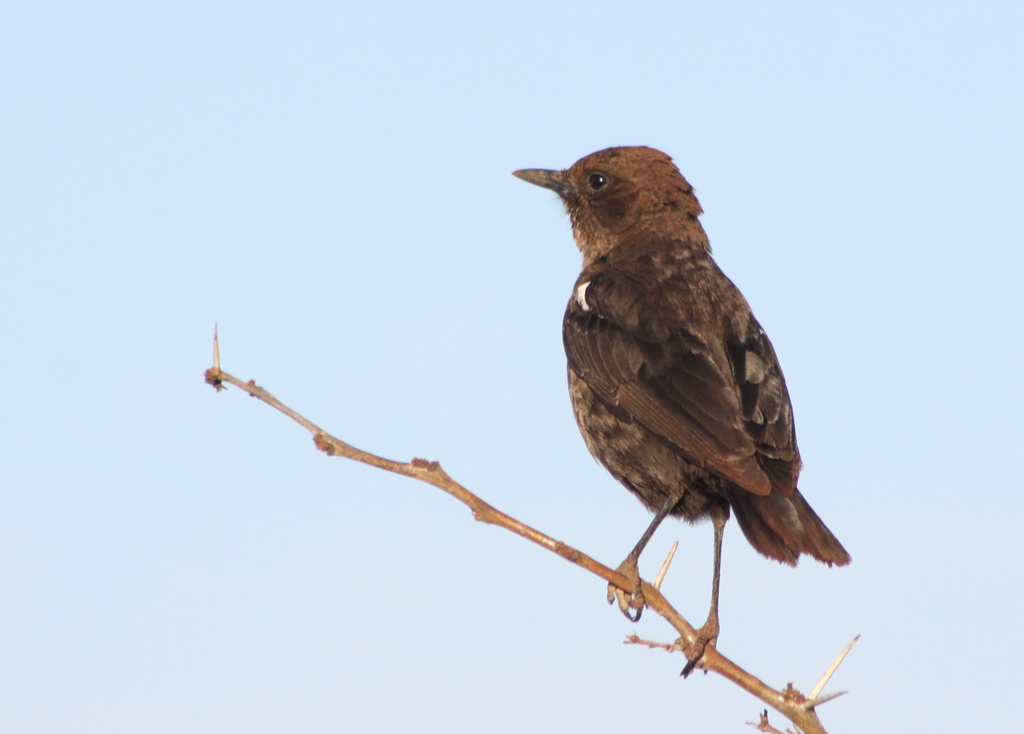
Los machos presentan una mancha blanca a la altura de los hombres, que no tienen las hembras.

Esta especie presenta dimorfismo sexual en la coloración del plumaje. Los machos son de color pardo negruzco, con una pequeña mancha blanca en las alas a la altura de los hombros, no siempre visible cuando están posados. Las hembras y los juveniles son de tonos pardos más claros. El pico y las patas de ambos sexos son negruzcos.

## Distribución y hábitat
Se encuentra en el cono sur de África, distribuido por Botsuana, Lesoto, Namibia, Sudáfrica, Suazilandia y Zimbabue. Su hábitat natural son las zonas de matorral y los herbazales secos.